# Тулеков, Куат
Куат Тулеков (каз. Қуат Төлеков, 5 декабря 1914; село Томарлы, Атырау, Казахская ССР, СССР — 18 июня 1998; Атырау, Казахстан) — советский и казахский актёр театра, один из основателей драматического театра Атырауской области. Народный артист Казахской ССР (1963).

## Биография
Куат Тулеков родился 5 декабря 1914 года в селе Кайыршахтинского сельского округа, ныне Атырауской области.
Участник Великой Отечественной войны, награждён Орденом Отечественной войны II степени (1985), медалями.
В 1938 году окончил студию при Гурьевском (ныне Атырау) областном драматическом театре.
В 1951 году окончил Ленинградский институт театрального, музыкального и киноискусства высшего режиссёрского курса.
Куат Тулеков начал свое выступление на сцене с участия в кружке художественной самодеятельности в родном селе. За годы становления и развития Атырауского областного драматического театра, работал актером и директором театра.

## Творчество
За шестьдесят лет на сцене театра он создал около 200 ролей различных как по жанру, так и по характеру. Ему одинаково убедительно давались роли в бессмертных классических трагедиях, комедиях и непритязательных водевилях. Среди них: Петруччио в «Укрощении строптивой» У.Шекспира, Доктор в «Всеми забытом» Н.Хикмета, Ляпкин-Тяпкин «Ревизоре» Н.В Гоголя, Антип в «Зыковых» М.Горького и другие. Но, безусловно, вершиной творчества актера стали созданные им образы героев казахской драматургии. В «Абае» М.Ауэзова (Абай), «Ботагозе» С.Муканова (Амантай), «Махамбет-Исатае» М.Акимжанова (Исатай) и другие. Как режиссер создал на сцене своего театра целый ряд запоминающихся постановок. Это «Шуга» Б.Майлина, «Кыз Жибек» Г.Мусрепова, «Рабига» Ш.Хусаинова, «Неожиданная встреча» Т.Ахтанова. Одна из последних выдающихся ролей Куата Тулекова был образ Лоджинского в «Раненном тигре» К.Мырзалиева.

## Награды и звания
- 1959 — Медаль «За трудовое отличие» — за выдающиеся заслуги в развитии казахского искусства и литературы и в связи с декадой казахского искусства и литературы в гор. Москве
- 1960 — Заслуженный артист Казахской ССР — за заслуги в искусстве советского и казахского театр.
- 1963 — Народный артист Казахской ССР — за заслуги в развитии советского и казахского театрального искусства и за сценические образы
- 1994 — Почётный гражданин города Атырау
- Орден Отечественной войны второй степени
- Почётная грамота Верховного Совета Казахской ССР